# Copa da Liga Francesa de 2009–10
A Copa da Liga Francesa de 2009–10 foi uma competição de futebol realizada na França, contando como a 16ª edição da história. Teve como campeão o Olympique de Marseille, que venceu o Bordeaux na final por 3 a 1 e quebrou um jejum de 17 anos sem títulos.

## Regulamento e participantes
O campeonato foi disputado inteiramente no estilo mata-mata, em partida única.
Na fase preliminar, os 2º e 3º colocados da Championnat National (Terceira Divisão Francesa) de 2008–09, os três últimos da Ligue 2 (Segunda Divisão Francesa) do mesmo ano e o Gueugnon disputaram três vagas na primeira fase.
Na primeira fase, além dos três clubes vencedores da preliminar, entraram os três piores da Ligue 1 do ano anterior, o campeão da terceira divisão e os treze clubes do meio da tabela da segunda divisão, formando assim dez confrontos, pelos quais avançaram dez clubes para a segunda fase, avançando cinco à terceira.
Na terceira fase, os cinco remanescentes da segunda juntaram-se aos doze clubes do meio da tabela da primeira divisão e aos três melhores classificados da Ligue 2 do ano anterior. Assim, dez clubes avançaram às oitavas de final.
Os cinco melhores da primeira divisão e o campeão da Copa da França do ano anterior juntaram-se aos dez clubes da terceira fase e fizeram confrontos visando as quartas de final.
Das quartas em diante não houve mais clubes para serem incluídos, havendo assim, depois, as semifinais e a final.

## Fase preliminar
Partidas disputadas no dia 25 de julho de 2009.
| Mandante        | Placar | Visitante     |
| --------------- | ------ | ------------- |
| Stade de Reims  | 1–2    | Amiens        |
| Gueugnon        | 1–2    | Troyes        |
| Stade Lavallois | 5–0    | Arles-Avignon |

## Primeira fase
Partidas disputadas no dia 1 de agosto de 2009.
| Mandante    | Placar       | Visitante       |
| ----------- | ------------ | --------------- |
| Dijon       | 2–0          | Stade Brestois  |
| Tours       | 2–1          | Le Havre AC     |
| Angers      | 0–1          | Nîmes           |
| Metz        | 1–0          | Bastia          |
| Istres      | 6–1          | Strasbourg      |
| Châteauroux | 0–1          | Clermont Foot   |
| Troyes      | 4–0          | Nantes          |
| Ajaccio     | 2–1          | Stade Lavallois |
| Amiens      | 1–1 (2–3 p.) | Vannes          |
| Sedan       | 2–0 (pro)    | SM Caen         |

## Segunda fase
Partidas disputadas nos dias 25, 26 e 27 de agosto.
| Mandante       | Placar       | Visitante |
| -------------- | ------------ | --------- |
| Clermont Foot  | 2–0          | Istres    |
| Troyes         | 2–2 (0–3 p.) | Nîmes     |
| Sedan-Ardennes | 6–1          | Dijon     |
| Ajaccio        | 0–0 (5–6 p.) | Vannes    |
| Metz           | 2–1          | Tours     |

## Terceira fase
Partidas disputadas nos dias 22 e 23 de setembro.
| Mandante       | Placar    | Visitante           |
| -------------- | --------- | ------------------- |
| Clermont Foot  | 3–1       | Vannes              |
| Lorient        | 1–0       | Grenoble Foot 38    |
| Metz           | 2–0       | Valenciennes        |
| Le Mans        | 3–0       | Nîmes               |
| Sedan-Ardennes | 3–1       | Auxerre             |
| Montpellier    | 3–4 (pro) | Lens                |
| Saint-Étienne  | 4–1       | Nice                |
| Nancy-Lorraine | 2–0       | Monaco              |
| Boulogne       | 0–1       | Paris Saint-Germain |
| Rennes         | 2–1       | Sochaux             |

## Fases finais
|  | Oitavas de final    | Oitavas de final |   |           | Quartas de final | Quartas de final |  |          | Semifinais | Semifinais |  |           | Final | Final |
|  |                     |                  |   |           |                  |                  |  |          |            |            |  |           |       |       |
|  | Guingamp            | 1                |   |           |                  |                  |  |          |            |            |  |           |       |       |
|  | Paris Saint-Germain | 0                |   |           |                  |                  |  |          |            |            |  |           |       |       |
|  | Paris Saint-Germain | 0                |   | Guingamp  | 0                |                  |  |          |            |            |  |           |       |       |
|  |                     |                  |   | Guingamp  | 0                |                  |  |          |            |            |  |           |       |       |
|  |                     | Toulouse         | 1 |           |                  |                  |  |          |            |            |  |           |       |       |
|  | Toulouse            | Toulouse         | 1 | 3         |                  |                  |  |          |            |            |  |           |       |       |
|  | Toulouse            |                  |   | 3         |                  |                  |  |          |            |            |  |           |       |       |
|  | Nancy               | 0                |   |           |                  |                  |  |          |            |            |  |           |       |       |
|  | Nancy               | 0                |   |           |                  |                  |  | Toulouse | 1          |            |  |           |       |       |
|  |                     |                  |   |           |                  |                  |  | Toulouse | 1          |            |  |           |       |       |
|  |                     | Marseille        | 2 |           |                  |                  |  |          |            |            |  |           |       |       |
|  | Saint-Étienne       | Marseille        | 2 | 2         |                  |                  |  |          |            |            |  |           |       |       |
|  | Saint-Étienne       |                  |   | 2         |                  |                  |  |          |            |            |  |           |       |       |
|  | Marseille           | 3                |   |           |                  |                  |  |          |            |            |  |           |       |       |
|  | Marseille           | 3                |   | Marseille | 2                |                  |  |          |            |            |  |           |       |       |
|  |                     |                  |   | Marseille | 2                |                  |  |          |            |            |  |           |       |       |
|  |                     | Lille            | 1 |           |                  |                  |  |          |            |            |  |           |       |       |
|  | Lille               | Lille            | 1 | 3         |                  |                  |  |          |            |            |  |           |       |       |
|  | Lille               |                  |   | 3         |                  |                  |  |          |            |            |  |           |       |       |
|  | Rennes              | 1                |   |           |                  |                  |  |          |            |            |  |           |       |       |
|  | Rennes              | 1                |   |           |                  |                  |  |          |            |            |  | Marseille | 3     |       |
|  |                     |                  |   |           |                  |                  |  |          |            |            |  | Marseille | 3     |       |
|  |                     | Bordeaux         | 1 |           |                  |                  |  |          |            |            |  |           |       |       |
|  | Lens                | Bordeaux         | 1 | 1         |                  |                  |  |          |            |            |  |           |       |       |
|  | Lens                |                  |   | 1         |                  |                  |  |          |            |            |  |           |       |       |
|  | Lorient             | 2                |   |           |                  |                  |  |          |            |            |  |           |       |       |
|  | Lorient             | 2                |   | Lorient   | 1                |                  |  |          |            |            |  |           |       |       |
|  |                     |                  |   | Lorient   | 1                |                  |  |          |            |            |  |           |       |       |
|  |                     | Lyon             | 0 |           |                  |                  |  |          |            |            |  |           |       |       |
|  | Lyon                | Lyon             | 0 | 3         |                  |                  |  |          |            |            |  |           |       |       |
|  | Lyon                |                  |   | 3         |                  |                  |  |          |            |            |  |           |       |       |
|  | Metz                | 0                |   |           |                  |                  |  |          |            |            |  |           |       |       |
|  | Metz                | 0                |   |           |                  |                  |  | Lorient  | 1          |            |  |           |       |       |
|  |                     |                  |   |           |                  |                  |  | Lorient  | 1          |            |  |           |       |       |
|  |                     | Bordeaux         | 4 |           |                  |                  |  |          |            |            |  |           |       |       |
|  | Le Mans             | Bordeaux         | 4 | 2         |                  |                  |  |          |            |            |  |           |       |       |
|  | Le Mans             |                  |   | 2         |                  |                  |  |          |            |            |  |           |       |       |
|  | Bordeaux            | 3                |   |           |                  |                  |  |          |            |            |  |           |       |       |
|  | Bordeaux            | 3                |   | Bordeaux  | 1                |                  |  |          |            |            |  |           |       |       |
|  |                     |                  |   | Bordeaux  | 1                |                  |  |          |            |            |  |           |       |       |
|  |                     | Sedan            | 0 |           |                  |                  |  |          |            |            |  |           |       |       |
|  | Sedan               | Sedan            | 0 | 1         |                  |                  |  |          |            |            |  |           |       |       |
|  | Sedan               |                  |   | 1         |                  |                  |  |          |            |            |  |           |       |       |
|  | Clermont            | 0                |   |           |                  |                  |  |          |            |            |  |           |       |       |

### Oitavas-de-final
Partidas disputadas nos dias 12 e 13 de janeiro. A partida entre Le Mans e Bordeaux foi adiado para o dia 26 de janeiro devido ao mau tempo.
| Mandante           | Placar    | Visitante              |
| ------------------ | --------- | ---------------------- |
| Sedan-Ardennes     | 1–0       | Clermont Foot          |
| Guingamp           | 1–0       | Paris Saint-Germain    |
| Olympique Lyonnais | 3–0       | FC Metz                |
| Lens               | 1–2       | Lorient                |
| Toulouse           | 3–0       | Nancy                  |
| Lille              | 3–1 (pro) | Rennes                 |
| AS Saint-Étienne   | 2–3       | Olympique de Marseille |
| Le Mans UC 72      | 2–3       | Girondins de Bordeaux  |

### Quartas-de-final
| 27 de janeiro de 2010 | Lorient    | 1 - 0     | Lyon | Stade du Moustoir, Lorient             |
|                       | Gameiro 5' | Relatório |      | Público: 16,758 Árbitro: Olivier Thual |

| 27 de janeiro de 2010 | Guingamp | 0 - 1     | Toulouse   | Stade du Roudourou, Guingamp            |
|                       |          | Relatório | 55' Ebondo | Público: 6,494 Árbitro: Laurent Duhamel |

| 27 de janeiro de 2010 | Olympique de Marseille     | 2 - 1     | Lille            | Stade Vélodrome, Marseille                |
|                       | González 9' · Valbuena 81' | Relatório | 4' Túlio de Melo | Público: 19,217 Árbitro: Hervé Piccirillo |

| 2 de fevereiro de 2010 | Bordeaux     | 1 - 0     | Sedan | Stade Chaban Delmas, Bordeaux        |
|                        | Gouffran 49' | Relatório |       | Público: 9,819 Árbitro: Stéphane Bre |

### Semifinais
| 3 de fevereiro de 2010 | Toulouse   | 1 - 2 (pro) | Olympique de Marseille | Stade Municipal de Toulouse, Toulouse    |
|                        | Gignac 59' | Relatório   | 86', 105' Brandão      | Público: 26,548 Árbitro: Lionel Jaffredo |

| 17 de fevereiro de 2010 | Lorient       | 1 - 4     | Bordeaux                                     | Stade du Moustoir, Lorient              |
|                         | Koscielny 12' | Relatório | 24', 80' Wendel · 29' Chamakh · 89' Gouffran | Público: 14,168 Árbitro: Clément Turpin |

### Final
| 27 de março de 2010 | Olympique de Marseille                         | 3 - 1     | Bordeaux | Stade de France, Saint-Denis             |
|                     | Diawara 62' · Valbuena 67' · Chalmé 77' (g.c.) | Relatório | 83' Sané | Público: 79,000 Árbitro: Stéphane Lannoy |